# 約翰·貝林罕
約翰·貝林罕（英語：John Bellingham，1769年—1812年5月18日），英國商人，早年在英國工作，1804年在俄羅斯遭到不法拘留，至1809年返回英國後多番向政府索償不遂，憤而在1812年5月11日於下議院大堂開槍擊斃首相斯賓塞·珀西瓦爾，成為歷史上唯一一位成功刺殺英國首相的刺客。貝林罕在同年5月13日被法庭裁定謀殺罪成，並在五日後被公開問吊。

## 生平

### 早年生涯
有關貝林罕早年生活的記載十分之少，而多數有關他的傳記都是在刺殺案後出版，內容亦多數為揣測。至於據現存的資料，貝林罕應該出生於亨廷登郡聖尼奧特斯，後來搬到倫敦，而倫敦就是他長大的地方。他14歲的時候，在倫敦成為了珠寶店的學徒，並在2年後應募為海軍候補少尉，被派往哈特韋爾號（Hartwell），由肯特郡格雷夫森德出發，前往中國。該次旅程是哈特韋爾號的處女航，但是船員卻在1787年5月22日嘩變，結果引致該船觸礁擱淺。
在1794年，貝林罕在倫敦牛津道開辦了一間製罐工廠，但由於打理不善，工廠在同年3月破產倒閉，但現在仍未能確定這人是否真的是貝林罕。一般相信，貝林罕在1790年代晚期於一所會計室任職文員，隨後於1800年前後，被派到俄羅斯的阿爾漢格爾斯克（Arkhangelsk）作出口和入口的中介人。他在1802年返回英格蘭，在利物浦成為一位商人的代理人。後來在1803年與瑪莉·內維爾（Mary Neville）結婚。在1804年夏天，貝林罕再次前往阿爾漢格爾斯克，以出口代表的身分作短期停留。

### 軟禁於俄羅斯
在1803年秋天，一艘俄羅斯船，蘇略爾（Soleure），在白海失蹤，而該船曾在勞埃保險社（Lloyd's of London）購買保險。船主R·雲·布里嫩（R. Van Brienen）一家準備向保險公司索償，但保險公司隨後收到一封匿名信，指該船是被惡意破壞而沉沒。雲·布里嫩一家懷疑貝林罕就是匿名信的發信人，於是借機報復，指貝林罕是某破產人士的受託人，理應為該名人士償還債務4890盧布。貝林罕當時正準備在1804年11月16日離開俄羅斯，返回英國，但卻因為此事而遭拒絕離境。
雲·布里嫩之後慫恿該地總督，成功將貝林罕軟禁，並在一年後獲釋。獲釋後，貝林罕立即離開阿爾漢格爾斯克，前往聖彼得堡，打算向那位總督作出控告。結果，貝林罕告不成總督，反被俄羅斯當告控告暗中離開阿爾漢格爾斯克，因而再度將他軟禁。貝林罕最終在1808年10月從監獄獲釋，但仍不准離境。他在街上無依無靠，身無分文，陷入絕望的困境，於是向沙皇求情。最後，貝林罕在1809年獲准離開俄國，並在同年12月返抵英格蘭。

### 刺殺首相

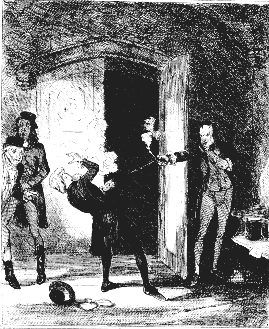
貝林罕（右一）向首相斯賓塞·珀西瓦爾開槍一刻的漫畫。

返回英格蘭後，貝林罕向英國政府求情，要求為他被軟禁一事作出賠償，但英國政府以英俄已在1808年11月斷交為由，拒絕受理。事後，他的妻子著他放棄索償，而貝林罕也重新工作。
在1812年，貝林罕到倫敦工作，又重新提起了索償一事。在4月18日，他獨自前往外務部辦公室查詢索償，一位叫曉（Hill）的公務員作出答覆，告訴他可以以任何他認為合理的途徑，去索取賠償。於是貝林罕決定以「另類」的手法解決。在4月20日，他在史堅納街58號（W. Beckwith, 58 Skinner Street）的一所槍械店買入兩枝半口徑手槍，此外，他又到裁縫店，訂製一件內部有袋口的大褸。從這時開始，他更時常在下議院的大堂出沒。
在1812年5月11日，貝林罕與一位朋友的家人前往參觀水彩畫展，他看完畫展，認清了目標人物後，便逕自前往英國國會大廈。他在大堂一直守候，直至英國首相斯賓塞·珀西瓦爾出現，他立即上前，從衣袋取出手槍，並向首相的心口開槍，然後冷靜地坐在一排長椅上。案發後，現場一片恐慌，但貝林罕立即被在場人士留住，並被代表利物浦的下議院議員艾薩克·加斯科因（Isaac Gascoyne）確認他是兇手。

### 下場
貝林罕於5月13日在奧卑利刑事法庭（Old Bailey）提堂，他在庭上聲稱，要刺殺的人不是首相，而是英國駐俄羅斯大使，但貝林罕卻認錯了人，以為斯賓塞·珀西瓦爾就是他眼中的暴君的手下。他又在法庭嚴肅地辯護道：

「各位先生，請想想我當年的處境，

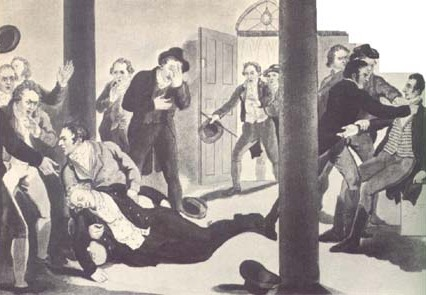
貝林罕（右一）在事後後被當場制服的漫畫。

請大家想想，因為珀西瓦爾先生，使法律的公正不能申張，使我的家庭和我自己都徹底崩潰了。他包庇自己，蹂躪法律，以為自己安全得很，也想不到報復會來臨到他的身上。我所要的，沒有其他，自是我應有的權利罷了，我所要的權利和利益，是每一位英國人與生俱來的，是應得到的。
各位先生，當一位官員將自己凌駕於法律之上，好像珀西瓦爾先生那麼樣，他是有危險的。若果這樣做不會招來危險，恐怕官員們將會取代了法律，你們諸位的自由又有誰保障呢？
我相信今次的事件會為所有政府官員帶來一次警醒，使他們去做正確的事。假如上層社會的人士有過失而不作追究，社會的下層人士也只會同歸腐敗。
各位先生，我的生命現交付在你手中，我對你們公義的判決充滿信心。」

雖然貝林罕的精神可能有問題，但法庭並没有過問，結果他被判有罪，判處死刑，並在5月18日，即星期一，公開執行了絞刑。

## 外部連結
- 貝林罕案在奧卑利刑事法庭的訴訟過程記錄（英文） （页面存档备份，存于）